# Anchenespepi IV.
Anchenespepi IV. war eine Königin der altägyptischen 6. Dynastie. Sie war die Gemahlin von Pharao Pepi II. und Mutter von Neferkare Nebi, einem König der 8. Dynastie.

## Grabstätte

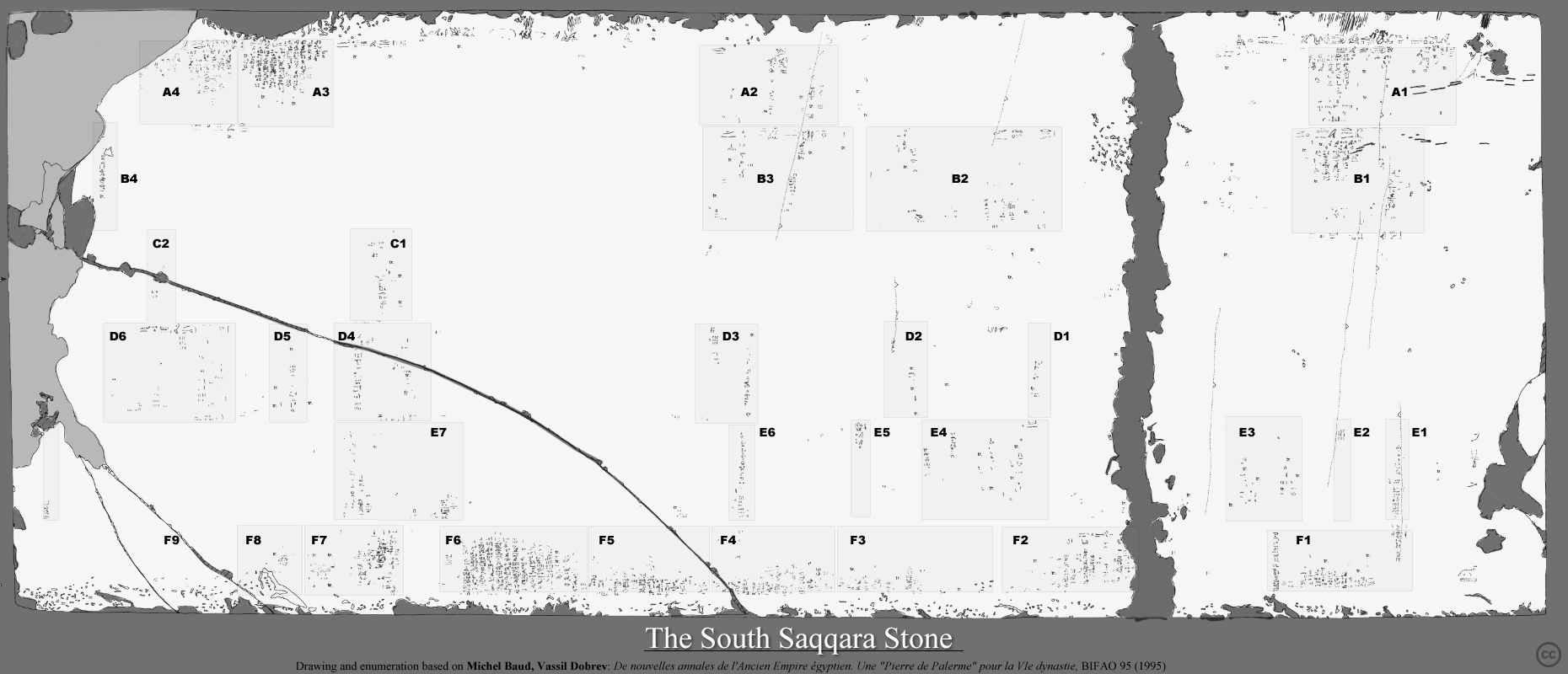
Umzeichnung des als Sarkophagdeckel der Anchenespepi IV. umfunktionierten Annalensteins von Sakkara-Süd mit stark zerstörten Angaben zu den Regierungszeiten der Könige der 6. Dynastie

Da bereits während der Regierungszeit von Pepi II. die Staatsmacht immer mehr im Niedergang begriffen war, standen nach dessen Tod keine Mittel mehr zur Verfügung, um für Anchenespepi eine monumentale Grabanlage zu errichten. Sie erhielt deshalb nur ein äußerst schlichtes Begräbnis in einem Magazinraum in der Opferkapelle der Königinnenpyramide von Iput II., einer weiteren Gemahlin Pepis II.